# 카울라칸투스과
카울라칸투스과(Caulacanthaceae)는 진정홍조강 돌가사리목에 속하는 홍조식물과의 하나이다. 8속 16종으로 이루어져 있다. 애기가시덤불(Caulacanthus ustulatus, 이명: C. okamurai) 등을 포함하고 있다.

## 하위 속
| - Catenella - Catenellocolax - 카울라칸투스속 (Caulacanthus) - Feldmannophycus | - Heringia - Montemaria - Sterrocladia - Taylorophycus |